# Régime autocratique (Haïti)
15 janvier 1859 – 27 juillet 1915
(56 ans, 6 mois et 12 jours)
Entités précédentes :
- Second Empire d'Haïti

Entités suivantes :
- Occupation américaine

Le Régime autocratique d'Haïti, aussi connu sous les noms de Régime présidentialiste ou de État d'Haïti, (en français : « État d’Haïti » , créole haïtien : Eta Ayiti) est le gouvernement officiel d’Haïti entre 1859 et 1915. Ce régime coïncide avec une époque de l'histoire haïtienne marquée par une certaine prospérité mais aussi par des luttes de pouvoir.
L’État d’Haïti est un régime autoritaire centralisé, avec un pouvoir autocratique concentré entre les mains d’un autocrate qui porte le titre de président à vie, et qui gouverne aux côtés d’une élite militaire et économique. La plupart de ces dictateurs sont renversés par des coups d’État militaires. Durant cette période, le pays reste souverain, échappant à une tutelle étrangère directe, avec des décisions prises sans ingérence extérieure.
L’économie reste relativement stable malgré le poids écrasant de la dette imposée par la France en 1825, avec une importante production agricole d’exportation (sucre, café, coton, etc.) et un certain niveau de prospérité. Bien que marquée par des inégalités, la misère extrême y est moins généralisée qu’au XXIᵉ siècle.
Le régime est perçu comme stable, redouté par ses voisins et jalousé par les puissances esclavagistes.
L’année 1915 marque une rupture, avec la violente révolution de juillet, durant laquelle le dictateur Vilbrun Guillaume Sam est lynché par la foule. Peu après cet événement, les États-Unis envahissent Haïti et imposent un nouveau gouvernement, placé sous la surveillance de l’administration américaine. C’est le début de l’occupation américaine, qui ne prendra fin qu’en 1934.

## Restauration et réconciliation nationale

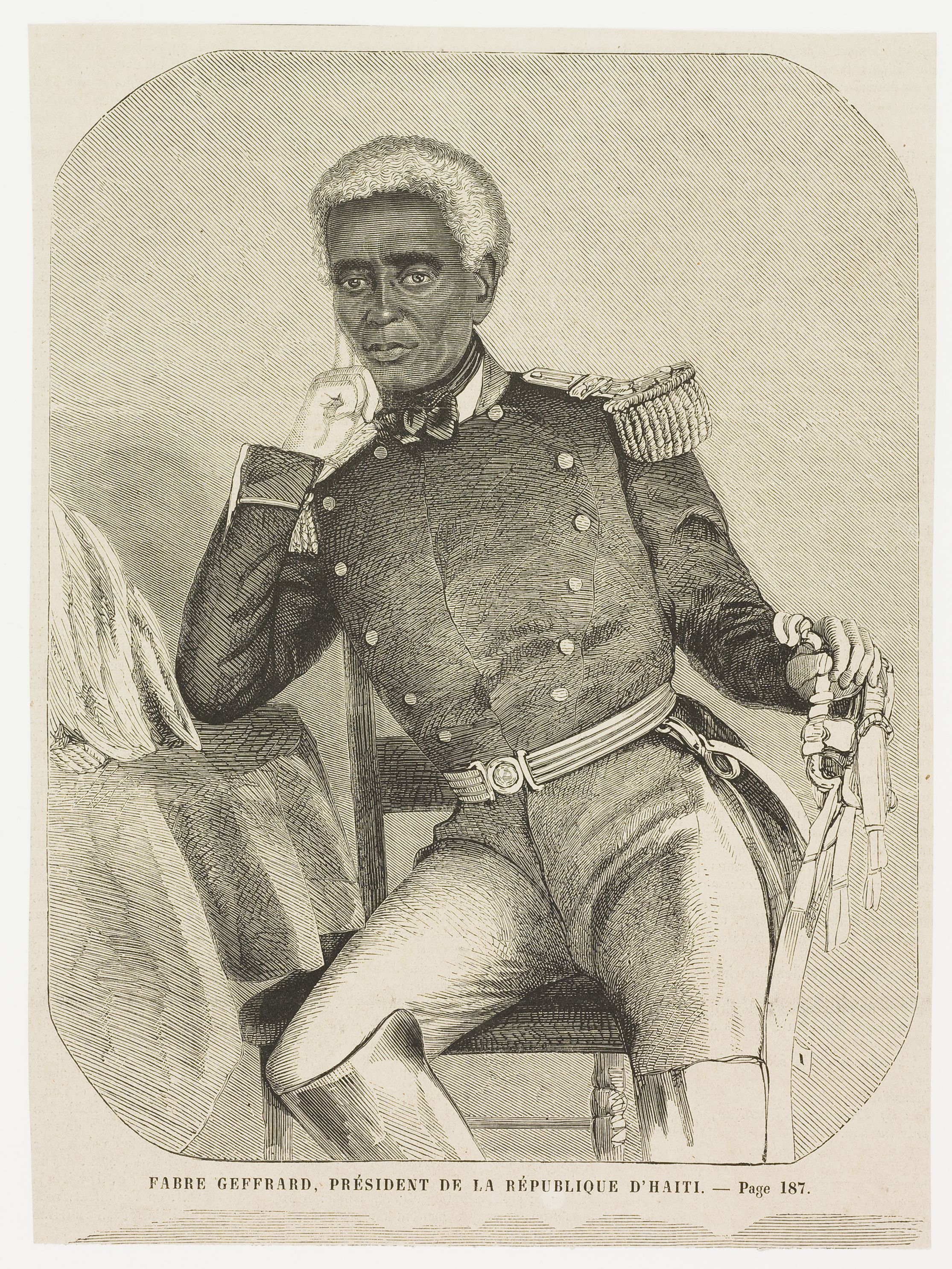
Fabre Geffrard.

En 1859, l'empereur Faustin Soulouque abdique à la suite du coup d’État du général Fabre Geffrard. Ce dernier est désigné pour remplacer l'empereur. Il restaure l'ancienne constitution et s'attribue le titre de président à vie.
Le règne de Geffrard constitue un intermède dans cette période de troubles. Geffrard restaure la paix, négocie un concordat avec le Vatican signé à Rome le 28 mars 1860, obtient une reconnaissance officielle par les États-Unis d'Abraham Lincoln le 5 juin 1862, et développe l'instruction publique primaire et supérieure. Par son code rural de 1863, il instaure la corvée pour réaliser des routes, canaux et fontaines. Il encourage les exportations de coton et réduit l'armée de moitié. Fabre Geffrard reste au pouvoir jusqu'en 1867 et mène avec succès une politique de réconciliation nationale.
Mais les finances restent fragiles. Il doit réprimer plusieurs conspirations, dont celle de Sylvain Salnave au Cap-Haïtien en mai 1865, qui nécessite l’intervention de la marine britannique. Le 31 décembre 1863, un crime en sorcellerie sur une petite fille a des échos dans la presse internationale qui, dès lors, assimile le vaudou à la sorcellerie. Geffrard lance la répression et interdit formellement la pratique du culte vaudou dans l’espace public. Devant un soulèvement de toute la région de l'Artibonite, alimenté par Salnave, Geffrard démissionne le 13 mars 1867.

## Crise et guerre civile (1867-1869)
L’autoritarisme brutal redevient la norme, entraînant des successions de révoltes. Après le départ de Geffrard’ le général Nissage Saget fut désigné président à vie, avant d’être remplacé un mois plus tard par Salnave. Le nouveau dictateur excite dès octobre 1867 la population contre la chambre des députés et ferme celle-ci. Le nord fait sécession et se rallie à Saget, tandis que le sud forme lui aussi un État séparatiste dirigé par Michel Domingue. Des groupes de paysans armés, appelés « cacos », s’organisent dans le nord. Toujours prêts à la révolte, ils constituent pendant un demi-siècle l'épée de Damoclès de tous les dirigeants, y compris de ceux qui s’appuient d’abord sur eux pour accéder au pouvoir. Plusieurs coups d’État se succédent.

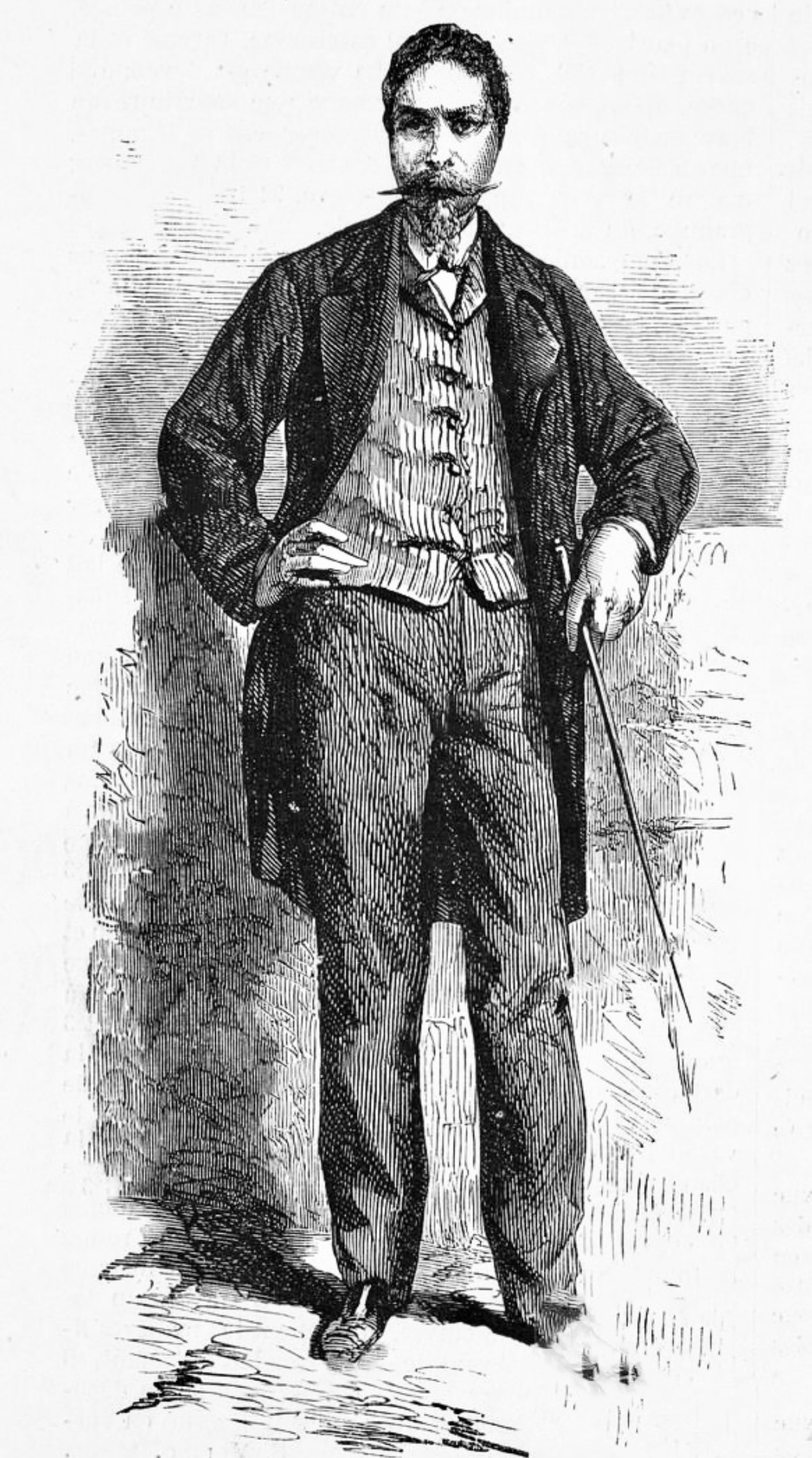
Sylvain Salnave.

L'intrépidité de Salnave lui donna pendant un moment toutes les chances d'écraser ses ennemis. Il avait acheté un paquebot aux États-Unis pour remplacer les deux navires de guerre, le 22 décembre et le Geffrard , qui avaient été livrés aux insurgés. Le nouveau bateau à vapeur, baptisé Alexandre Pétion, est arrivé à Port-au-Prince le 19 septembre 1868. Le lendemain, Salnave monta à bord et se dirigea vers Petit-Goâve, où les deux bateaux à vapeur appartenant aux rebelles ont été ancrés. L’Alexandre Pétion a ouvert le feu sur le 22 décembre, qui a été coulé ; le commandant du Geffrard a sabordé son navire pour l'empêcher d'être capturé. Ce succès fit de Salnave le maître de Petit-Goâve, que les insurgés furent obligés d'évacuer. Tout le département du Sud est de nouveau sous son autorité, à l'exception de Jérémie et des Cayes, qui sont étroitement encerclés.
La même année, Saget et Domingue unissent leurs forces contre Salnave. Face à la défaite imminente, il s'enfuit en République dominicaine ; sa tentative d'évasion fut cependant déjouée par les gardes-frontières dominicains, qui l'extradèrent vers Haïti. Le 15 janvier 1870, Salnave est débarqué à Port-au-Prince, où il comparaît devant une cour martiale. Il est condamné à mort et abattu le même jour à six heures du soir, attaché à un poteau installé sur les ruines fumantes du palais exécutif.

## Troubles et successions
Après la chute de Salnave, Nissage Saget s’empare à nouveau des pleins pouvoirs et s’applique à renouer avec la politique de réconciliation nationale initiée par Geffrard. Il mène une politique progressiste et met en place la doctrine de l'« anti-plainisme », qui désigne une politique de reconstruction sociale et un non-interventionnisme. L’une des premières mesures prises par son gouvernement a été le remplacement des billets de cinq gourdes portant le visage de Sylvain Salnave, récemment exécuté. Ensuite, une loi du 15 juin interdisait l’émission de papier-monnaie et à partir de ce moment, les dollars d’un emprunt obtenu avaient été la seule monnaie légale jusqu’à la réforme monétaire du gouvernement de Lysius Salomon dans les années 1880. Fatigué, il quitte volontairement le pouvoir en 1874 et se retire de la vie politique.

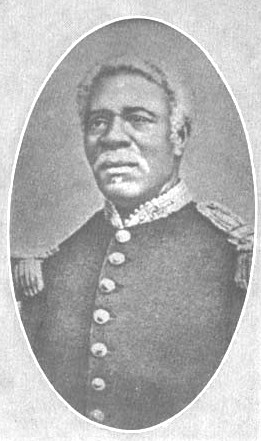
Michel Domingue.

Son allié et successeur désigné, Michel Domingue, est un vieux soldat d'une bravoure réputée, mais ignorant, entêté, violent, cruel même. Il nomme son neveu, Septimus Rameau, au poste de vice-président du Conseil des Secrétaires d'État. Rameau influence la politique de son oncle et est, par conséquent, le « chef de l'État » de facto. Les opposants politiques du vice-président Rameau se manifestèrent contre cette politique d'austérité financière. Les trois chefs de l'opposition : Pierre Théoma Boisrond-Canal, Brismard Brice et Pierre Momplaisir, se liguèrent contre le gouvernement. Pour faire taire l'opposition, Rameau fit assassiner les généraux Brice et Momplaisir. Mais cela déclenchea une véritable insurrection contre le gouvernement. Même si Rameau tenta de rétablir l'ordre, il fut assassiné en pleine rue de Port-au-Prince le 15 avril 1876, en tentant de se réfugier à l'ambassade de France pour échapper aux insurgés. Quant à Domingue, il trouva refuge à l'ambassade mais fut blessé au bras. Menacé de destitution et d'arrestation, il rédige sa lettre d’abdication et part en exil en Jamaïque.
Le 23 avril 1876, Boisrond-Canal remplaça Michel Domingue comme président à vie. Le nouveau dictateur est un libéral opportuniste : modéré par tempérament, ni violent, ni cruel, ignorant complètement l'émotion de la peur, il avait vu se rallier à lui, durant son exil en Jamaïque, un groupe de libéraux à qui pesaient à la fois les souffrances de l'exil et l'intransigeance en paroles comme en actes de Bazelais. La Chambre ouvrit une enquête sur les emprunts effectués sous  Domingue. Le scandale était si manifeste que le gouvernement se crut fondé à ne reconnaître sur soixante millions de francs, valeur nominale, que vingt et un seulement qui rapportèrent intérêt à 6 % l'an, selon le décret de l'Assemblée nationale du 11 juillet 1877.

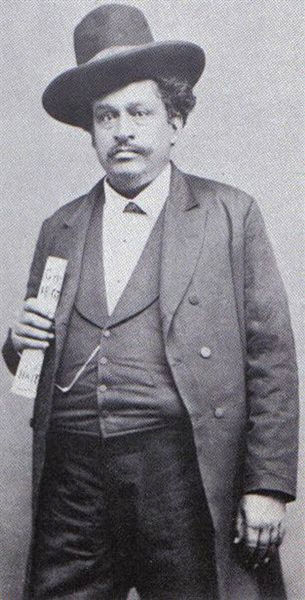
Pierre Théoma Boisrond-Canal.

En 1878, la tension entre libéraux (bazelaisistes et canalistes) et nationaux était extrême. Le parti national, discrédité un instant par les fautes de son premier chef, Rameau, s'enhardit et rentra sur la scène politique. Les nationaux triomphèrent, obtenant une influence dans l’armée et au parlement. En minorité, les libéraux peinent à maintenir une ligne politique stable. Boisrond-Canal est plus fragilisé que jamais. Le 30 juin 1879, à la suite d'une séance tumultueuse à la Chambre, Bazelais, assisté de ses amis, se retrancha dans sa maison privée et défia les représentants du Parti national. Une bataille de rues commença, dura plusieurs jours, fut accompagnée d'incendies, et se termina par la défaite des révoltés. Malgré cela, Boisrond-Canal, mis en minorité par le Parti national, n'a plus la confiance en son propre camp. Les libéraux se rassemblent de nouveau autour de Bazelais qui devient le nouvel homme fort. Résigné, Boisrond-Canal quitte le pouvoir, le 17 juillet 1879.

## Prospérité
Une constitution plus viable est introduite sous Lysius Salomon, le successeur de Boisrond-Canal, menant à une longue période de paix et de développement pour Haïti. La dette envers la France est finalement remboursée en 1879. La réforme monétaire et une renaissance culturelle s'ensuivent avec une floraison de l'art haïtien. Les deux dernières décennies du XIXe siècle sont également marquées par le développement d'une culture intellectuelle haïtienne. Des ouvrages majeurs d'histoire sont publiés en 1847 et 1865. Des intellectuels haïtiens, menés par Louis-Joseph Janvier et Anténor Firmin, s'engagent dans une guerre des lettres contre une vague de racisme et de darwinisme social qui a émergé durant cette période.

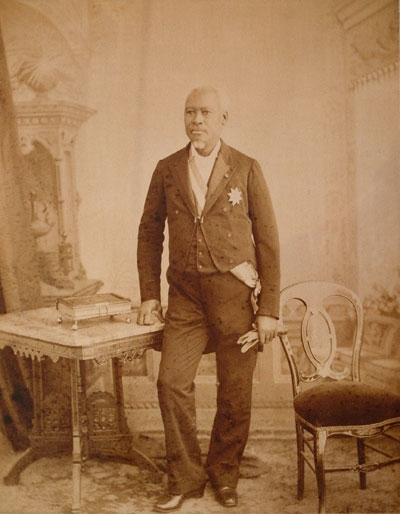
Florvil Hyppolite.

En septembre 1883, devant une insurrection bourgeoise à Port-au-Prince, Salomon fait massacrer 4 000 métis. Il faut la menace d’une intervention étrangère pour que le calme revient. Salomon, néanmoins, parvient à rétablir les finances du pays ; il achève le paiement de la dette. Il développe l’enseignement secondaire et rural. Devant une double révolte de Port-au-Prince, déclenchée par Boisrond-Canal, il s’exile en août 1888.
Boisrond-Canal reprend brièvement le pouvoir avant d’être écarté par le général François Denys Légitime. Ce dernier est lui-même contesté par le général Florvil Hyppolite.
Après plus d’un an d’anarchie, Florvil Hyppolite s’empare définitivement du pouvoir en 1889. Sous son règne, il tient tête à la volonté des États-Unis de se faire concéder la pointe nord-ouest du pays : le môle Saint-Nicolas.
La Constitution instaure des transitions pacifiques et progressives au sein du gouvernement qui contribuent largement à améliorer l'économie et la stabilité de la nation haïtienne et la condition de son peuple. Le gouvernement constitutionnel restaure la confiance du peuple haïtien dans les institutions juridiques. Le développement des industries industrielles du sucre et du rhum près de Port-au-Prince fait alors d'Haïti un modèle de croissance économique pour les pays d'Amérique latine. Cette période de stabilité et de prospérité relatives se termine en 1911, lorsque la révolution éclate et que le pays sombre à nouveau dans le désordre et l'endettement.

## Déclin et chute du régime
Entre 1911 à 1915, six dictateurs se succèdent, dont chacun finit tué ou contraint à l'exil. Les armées révolutionnaires sont formées par des cacos, brigands paysans des montagnes du nord, le long de la poreuse frontière dominicaine, enrôlés par des factions politiques rivales avec des promesses d'argent une  fois la révolution réussie et grâce aux pillages. Les États-Unis appréhendent particulièrement le rôle de la communauté allemande en Haïti (environ 200 en 1910), qui détient un pouvoir économique disproportionné, lles Allemands contrôlant environ 80 % du commerce international du pays. Ils possèdent et exploitent également des services publics à Cap Haïtien et à Port-au-Prince, le quai principal et un tramway dans la capitale, et un chemin de fer desservant la Plaine de Cul-du-Sac.

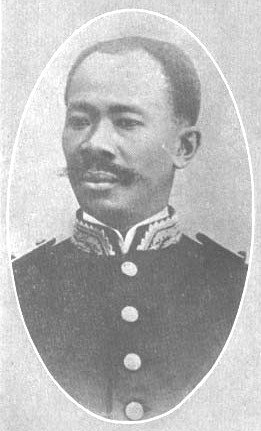
Vilbrun Guillaume Sam.

La communauté allemande s'est montrée plus disposée à s'intégrer à la société haïtienne que tout autre groupe d'étrangers blancs, y compris les Français. Un certain nombre se sont mariés dans les familles mulâtres les plus importantes du pays, contournant l'interdiction constitutionnelle de la propriété foncière étrangère. Ils ont également été les principaux financiers des différentes révolutions de la nation, accordant d'innombrables prêts à des taux d'intérêt élevés à des factions politiques concurrentes. Dans un effort pour limiter l'influence allemande, en 1910-1911, le Département d'État américain a soutenu un consortium d'investisseurs américains, réunis par la National City Bank de New York, pour obtenir la concession d'émission de devises par l'intermédiaire de la Banque nationale de la république d'Haïti. qui a remplacé l'ancienne Banque nationale d'Haïti en tant que seule banque commerciale du pays et dépositaire du trésor public.
En décembre 1914, l'armée américaine s'empara de la réserve d'or du gouvernement haïtien, poussée par la National City Bank et la Banque nationale de la république d'Haïti (qui était déjà sous direction étrangère). Les États-Unis ont apporté l'or au coffre-fort de la National City Bank à New York.
En février 1915, le dictateur Vilbrun Guillaume Sam ordonne le massacre 167 opposants politiques, ce qui provoque la colère de la population. Les Américains décident d'envahir et occuper militairement Haïti. Le 28 juillet 1915, la foule se prépare à lyncher Vilbrun Guillaume Sam dans la légation de France. Les rebelles « cacos » sont dirigés par Rosalvo Bobo qui se proclame farouchement anti-américain. Le président des États-Unis Woodrow Wilson envoie donc le jour même les Marines à Port-Au-Prince, officiellement pour rétablir l'ordre. Ils débarquent pour occuper le pays et vont y rester pendant presque vingt ans. Les commandos de Marines attaquent le fort Rivière dans lequel se sont retranchés les insurgés cacos, hostiles au régime haïtien et à l'intervention américaine. En six semaines, les États-Unis font élire un Président, le président du Sénat Philippe Sudre Dartiguenave et signer un Traité, base légale de l’occupation, par lequel ils prennent le contrôle des douanes et de l’administration.